# 南京日报 (民国)
《南京日报》是民国时期南京市的报纸，由乔一凡于1934年10月6日创刊，社址为评事街。抗战期间停刊，1946年复刊，社址迁至碑亭巷102号之2号，并接受了《浙江日报》的财产。1949年4月25日推出“南京解放特刊”。